# ФК Тужер ШЕ
ФК Тужер ШЕ (мађ. Tuzsér Sportegyesület) је мађарски фудбалски клуб из Тужера, Саболч-Сатмар-Берег, Мађарска, који се такмичи на националном првенству НБ III, трећем рангу мађарског фудбала.

## Историја
ФК Тужер је основан 1948. године и до 1960-их и такмичио се углавном у окружним првенствима.
Након оснивања компаније „Ердерт”, почео је „успон“ малог тима, компанија је постала значајан економски ослонац. Од 1960-их до касних 80-их, тим је углавном био у окружној класи I, али се неколико пута појавио и у НБ III.
Познати играчи клуба потицали су из 60-70-их година. То су били Бела Хегедуш из Вашаша, Шандор Марта из Татабање, Ђула Мачко је био на челу ДМВСЦ-а. У такозваном „златном добу“, име тима је постало Тужер Ердерт-Медоч ШЕ.
Највећу кризу удружење је доживело од краја 1980-их до 1997. године, када је спао на жупанијску II лигу. Тада је економску подршку углавном пружала само локална власт. Тада је име тима поново постало Спортско друштво Тужер.
Од 1997. године удружење је поново почело да се развија. Зелено-бели тим је прешао у округ I, преко квалификација, а 2001. у НБ III. Тужер ШЕ је био међу 8 најбољих у серији Купа Мађарске 2003/2004, годину дана касније тим је освојио титулу шампиона НБ III. Ипак, старт у другој лиги није могао да се одржи јер је тим у квалификацијама подбацио, изгубио, против Путноки ВШЕ.
Тим је поново освојио шампионат треће лиге 2005/2006. године и квалификовао се у мађарску другу лигу, где је завршио на 6. месту, постигавши највећи успех Тужер ШЕ у сезони 2006/2007.